# Список каек Российского императорского флота
В список включены все кайки, состоявшие на вооружении Российского императорского флота.
Кайки (от тур. kayik — лодка) представляли собой небольшие двухмачтовые парусно-гребные суда, в некоторых документах эти суда также именовались полугалерами. В составе Российского императорского флота кайки появились в начале XVIII века и использовались в составе гребного флота, принимали участие в Русско-шведской войны 1788—1790 годов и Русско-турецкой войне 1735—1739 годов. Их строительство прекратилось после Русско-шведской войны 1788—1790 годов, когда они были заменены на более совершенные по конструкции йолы и канонерские лодки.
Кайки первой постройки имели по 12 банок и вооружались одним трёхфунтовым орудием, однако впоследствии строились суда с усиленным артиллерийским вооружением, состоявшим из установленных на баке и корме судов орудий большего калибра и устанавливавшихся по бортам фальконетов. На кайках устанавливалось по две мачты, каждая из которых несла по одному парусу.

## Легенда
Список судов разбит на разделы по флотам и флотилиям, внутри разделов суда представлены в порядке очерёдности включения их в состав флота, в рамках одного года — по алфавиту. Ссылки на источники информации для каждой строки таблиц списка и комментариев, приведённых к соответствующим строкам, сгруппированы и располагаются в столбце Примечания.
- Размер — длина и ширина судна в метрах.
- Осадка — осадка судна (глубина погружения в воду) в метрах.
- Верфь — место постройки судна.
- Год включения в состав флота — год постройки, приобретения, переоборудования или захвата судна.
- История службы — основные места и события.
- н/д — нет данных.

Сортировка может проводиться по любому из выбранных столбцов таблиц, кроме столбцов История службы и Примечания.

## Кайки Балтийского флота
В разделе приведены кайки, входившие в состав Балтийского флота России.
| Наименование   | Ор. | Размер                                  | Ос.                                     | Бан. | Верфь                                                                                  | Мастер                                                                                 | Вх.  | Вых. | История службы | Прим.              |
| -------------- | --- | --------------------------------------- | --------------------------------------- | ---- | -------------------------------------------------------------------------------------- | -------------------------------------------------------------------------------------- | ---- | ---- | --- | ------------------ |
| Без названия   | 1   | 20,6 x 3,4                              | 1,1                                     | 12   | Галерная верфь                                                                         | Ф. Дипонтий                                                                            | 1723 | 1740 | Сведений о плаваниях судна не сохранилось. По окончании службы разобрано в Галерном порту. | [ 5 ] [ 6 ]        |
| Воробей        | 1   | 20,6 x 3,4                              | 1,1                                     | 12   | Галерная верфь                                                                         | Ф. Дипонтий                                                                            | 1727 | 1740 | Кайки строились по одному проекту, тип «Воробей». Сведений о плаваниях судов не сохранилось. По окончании службы все кайки были разобраны в Галерном порту.                                                 | [ 5 ] [ 7 ]        |
| Ворон          | 1   | 20,6 x 3,4                              | 1,1                                     | 12   | Галерная верфь                                                                         | Ф. Дипонтий                                                                            | 1727 | 1740 | Кайки строились по одному проекту, тип «Воробей». Сведений о плаваниях судов не сохранилось. По окончании службы все кайки были разобраны в Галерном порту.                                                 | [ 5 ] [ 7 ]        |
| Голубица       | 1   | 20,6 x 3,4                              | 1,1                                     | 12   | Галерная верфь                                                                         | Ф. Дипонтий                                                                            | 1727 | 1740 | Кайки строились по одному проекту, тип «Воробей». Сведений о плаваниях судов не сохранилось. По окончании службы все кайки были разобраны в Галерном порту.                                                 | [ 5 ] [ 7 ]        |
| Горлица        | 1   | 20,6 x 3,4                              | 1,1                                     | 12   | Галерная верфь                                                                         | Ф. Дипонтий                                                                            | 1727 | 1740 | Кайки строились по одному проекту, тип «Воробей». Сведений о плаваниях судов не сохранилось. По окончании службы все кайки были разобраны в Галерном порту.                                                 | [ 5 ] [ 7 ]        |
| Грач           | 1   | 20,6 x 3,4                              | 1,1                                     | 12   | Галерная верфь                                                                         | Ф. Дипонтий                                                                            | 1727 | 1740 | Кайки строились по одному проекту, тип «Воробей». Сведений о плаваниях судов не сохранилось. По окончании службы все кайки были разобраны в Галерном порту.                                                 | [ 5 ] [ 7 ]        |
| Дрозд          | 1   | 20,6 x 3,4                              | 1,1                                     | 12   | Галерная верфь                                                                         | Ф. Дипонтий                                                                            | 1727 | 1740 | Кайки строились по одному проекту, тип «Воробей». Сведений о плаваниях судов не сохранилось. По окончании службы все кайки были разобраны в Галерном порту.                                                 | [ 5 ] [ 7 ]        |
| Дятел          | 1   | 20,6 x 3,4                              | 1,1                                     | 12   | Галерная верфь                                                                         | Ф. Дипонтий                                                                            | 1727 | 1740 | Кайки строились по одному проекту, тип «Воробей». Сведений о плаваниях судов не сохранилось. По окончании службы все кайки были разобраны в Галерном порту.                                                 | [ 5 ] [ 7 ]        |
| Жаворонок      | 1   | 20,6 x 3,4                              | 1,1                                     | 12   | Галерная верфь                                                                         | Ф. Дипонтий                                                                            | 1727 | 1740 | Кайки строились по одному проекту, тип «Воробей». Сведений о плаваниях судов не сохранилось. По окончании службы все кайки были разобраны в Галерном порту.                                                 | [ 5 ] [ 7 ]        |
| Канарейка      | 1   | 20,6 x 3,4                              | 1,1                                     | 12   | Галерная верфь                                                                         | Ф. Дипонтий                                                                            | 1727 | 1740 | Кайки строились по одному проекту, тип «Воробей». Сведений о плаваниях судов не сохранилось. По окончании службы все кайки были разобраны в Галерном порту.                                                 | [ 5 ] [ 7 ]        |
| Каростель      | 1   | 20,6 x 3,4                              | 1,1                                     | 12   | Галерная верфь                                                                         | Ф. Дипонтий                                                                            | 1727 | 1740 | Кайки строились по одному проекту, тип «Воробей». Сведений о плаваниях судов не сохранилось. По окончании службы все кайки были разобраны в Галерном порту.                                                 | [ 5 ] [ 7 ]        |
| Коноплянка     | 1   | 20,6 x 3,4                              | 1,1                                     | 12   | Галерная верфь                                                                         | Ф. Дипонтий                                                                            | 1727 | 1740 | Кайки строились по одному проекту, тип «Воробей». Сведений о плаваниях судов не сохранилось. По окончании службы все кайки были разобраны в Галерном порту.                                                 | [ 5 ] [ 7 ]        |
| Копец          | 1   | 20,6 x 3,4                              | 1,1                                     | 12   | Галерная верфь                                                                         | Ф. Дипонтий                                                                            | 1727 | 1740 | Кайки строились по одному проекту, тип «Воробей». Сведений о плаваниях судов не сохранилось. По окончании службы все кайки были разобраны в Галерном порту.                                                 | [ 5 ] [ 7 ]        |
| Кочет          | 1   | 20,6 x 3,4                              | 1,1                                     | 12   | Галерная верфь                                                                         | Ф. Дипонтий                                                                            | 1727 | 1740 | Кайки строились по одному проекту, тип «Воробей». Сведений о плаваниях судов не сохранилось. По окончании службы все кайки были разобраны в Галерном порту.                                                 | [ 5 ] [ 7 ]        |
| Кулик          | 1   | 20,6 x 3,4                              | 1,1                                     | 12   | Галерная верфь                                                                         | Ф. Дипонтий                                                                            | 1727 | 1740 | Кайки строились по одному проекту, тип «Воробей». Сведений о плаваниях судов не сохранилось. По окончании службы все кайки были разобраны в Галерном порту.                                                 | [ 5 ] [ 7 ]        |
| Куропатка      | 1   | 20,6 x 3,4                              | 1,1                                     | 12   | Галерная верфь                                                                         | Ф. Дипонтий                                                                            | 1727 | 1740 | Кайки строились по одному проекту, тип «Воробей». Сведений о плаваниях судов не сохранилось. По окончании службы все кайки были разобраны в Галерном порту.                                                 | [ 5 ] [ 7 ]        |
| Ластовица      | 1   | 20,6 x 3,4                              | 1,1                                     | 12   | Галерная верфь                                                                         | Ф. Дипонтий                                                                            | 1727 | 1740 | Кайки строились по одному проекту, тип «Воробей». Сведений о плаваниях судов не сохранилось. По окончании службы все кайки были разобраны в Галерном порту.                                                 | [ 5 ] [ 7 ]        |
| Ласточка       | 1   | 20,6 x 3,4                              | 1,1                                     | 12   | Галерная верфь                                                                         | Ф. Дипонтий                                                                            | 1727 | 1740 | Кайки строились по одному проекту, тип «Воробей». Сведений о плаваниях судов не сохранилось. По окончании службы все кайки были разобраны в Галерном порту.                                                 | [ 5 ] [ 7 ]        |
| Перепёлка      | 1   | 20,6 x 3,4                              | 1,1                                     | 12   | Галерная верфь                                                                         | Ф. Дипонтий                                                                            | 1727 | 1740 | Кайки строились по одному проекту, тип «Воробей». Сведений о плаваниях судов не сохранилось. По окончании службы все кайки были разобраны в Галерном порту.                                                 | [ 5 ] [ 7 ]        |
| Ремес          | 1   | 20,6 x 3,4                              | 1,1                                     | 12   | Галерная верфь                                                                         | Ф. Дипонтий                                                                            | 1727 | 1740 | Кайки строились по одному проекту, тип «Воробей». Сведений о плаваниях судов не сохранилось. По окончании службы все кайки были разобраны в Галерном порту.                                                 | [ 5 ] [ 7 ]        |
| Рябец          | 1   | 20,6 x 3,4                              | 1,1                                     | 12   | Галерная верфь                                                                         | Ф. Дипонтий                                                                            | 1727 | 1740 | Кайки строились по одному проекту, тип «Воробей». Сведений о плаваниях судов не сохранилось. По окончании службы все кайки были разобраны в Галерном порту.                                                 | [ 5 ] [ 7 ]        |
| Синица         | 1   | 20,6 x 3,4                              | 1,1                                     | 12   | Галерная верфь                                                                         | Ф. Дипонтий                                                                            | 1727 | 1740 | Кайки строились по одному проекту, тип «Воробей». Сведений о плаваниях судов не сохранилось. По окончании службы все кайки были разобраны в Галерном порту.                                                 | [ 5 ] [ 7 ]        |
| Скворец        | 1   | 20,6 x 3,4                              | 1,1                                     | 12   | Галерная верфь                                                                         | Ф. Дипонтий                                                                            | 1727 | 1740 | Кайки строились по одному проекту, тип «Воробей». Сведений о плаваниях судов не сохранилось. По окончании службы все кайки были разобраны в Галерном порту.                                                 | [ 5 ] [ 7 ]        |
| Снигирь        | 1   | 20,6 x 3,4                              | 1,1                                     | 12   | Галерная верфь                                                                         | Ф. Дипонтий                                                                            | 1727 | 1740 | Кайки строились по одному проекту, тип «Воробей». Сведений о плаваниях судов не сохранилось. По окончании службы все кайки были разобраны в Галерном порту.                                                 | [ 5 ] [ 7 ]        |
| Сова           | 1   | 20,6 x 3,4                              | 1,1                                     | 12   | Галерная верфь                                                                         | Ф. Дипонтий                                                                            | 1727 | 1740 | Кайки строились по одному проекту, тип «Воробей». Сведений о плаваниях судов не сохранилось. По окончании службы все кайки были разобраны в Галерном порту.                                                 | [ 5 ] [ 7 ]        |
| Соловей        | 1   | 20,6 x 3,4                              | 1,1                                     | 12   | Галерная верфь                                                                         | Ф. Дипонтий                                                                            | 1727 | 1740 | Кайки строились по одному проекту, тип «Воробей». Сведений о плаваниях судов не сохранилось. По окончании службы все кайки были разобраны в Галерном порту.                                                 | [ 5 ] [ 7 ]        |
| Стриж          | 1   | 20,6 x 3,4                              | 1,1                                     | 12   | Галерная верфь                                                                         | Ф. Дипонтий                                                                            | 1727 | 1740 | Кайки строились по одному проекту, тип «Воробей». Сведений о плаваниях судов не сохранилось. По окончании службы все кайки были разобраны в Галерном порту.                                                 | [ 5 ] [ 7 ]        |
| Турухтан       | 1   | 20,6 x 3,4                              | 1,1                                     | 12   | Галерная верфь                                                                         | Ф. Дипонтий                                                                            | 1727 | 1740 | Кайки строились по одному проекту, тип «Воробей». Сведений о плаваниях судов не сохранилось. По окончании службы все кайки были разобраны в Галерном порту.                                                 | [ 5 ] [ 7 ]        |
| Чеглик         | 1   | 20,6 x 3,4                              | 1,1                                     | 12   | Галерная верфь                                                                         | Ф. Дипонтий                                                                            | 1727 | 1740 | Кайки строились по одному проекту, тип «Воробей». Сведений о плаваниях судов не сохранилось. По окончании службы все кайки были разобраны в Галерном порту.                                                 | [ 5 ] [ 7 ]        |
| Чиж            | 1   | 20,6 x 3,4                              | 1,1                                     | 12   | Галерная верфь                                                                         | Ф. Дипонтий                                                                            | 1727 | 1740 | Кайки строились по одному проекту, тип «Воробей». Сведений о плаваниях судов не сохранилось. По окончании службы все кайки были разобраны в Галерном порту.                                                 | [ 5 ] [ 7 ]        |
| Щёголь         | 1   | 20,6 x 3,4                              | 1,1                                     | 12   | Галерная верфь                                                                         | Ф. Дипонтий                                                                            | 1727 | 1740 | Кайки строились по одному проекту, тип «Воробей». Сведений о плаваниях судов не сохранилось. По окончании службы все кайки были разобраны в Галерном порту.                                                 | [ 5 ] [ 7 ]        |
| Зяблица        | 1   | Сведений о размерах каек не сохранилось | Сведений о размерах каек не сохранилось | 12   | Сведений о местах постройки каек и построивших их корабельных мастерах не сохранилось  | Сведений о местах постройки каек и построивших их корабельных мастерах не сохранилось  | 1728 | 1740 | Сведений о плаваниях судов не сохранилось. По окончании службы все кайки были разобраны в Галерном порту.                                                                                                   | [ 5 ] [ 8 ]        |
| Кагарка        | 1   | Сведений о размерах каек не сохранилось | Сведений о размерах каек не сохранилось | 12   | Сведений о местах постройки каек и построивших их корабельных мастерах не сохранилось  | Сведений о местах постройки каек и построивших их корабельных мастерах не сохранилось  | 1728 | 1740 | Сведений о плаваниях судов не сохранилось. По окончании службы все кайки были разобраны в Галерном порту.                                                                                                   | [ 5 ] [ 8 ]        |
| Клёст          | 1   | Сведений о размерах каек не сохранилось | Сведений о размерах каек не сохранилось | 12   | Сведений о местах постройки каек и построивших их корабельных мастерах не сохранилось  | Сведений о местах постройки каек и построивших их корабельных мастерах не сохранилось  | 1728 | 1740 | Сведений о плаваниях судов не сохранилось. По окончании службы все кайки были разобраны в Галерном порту.                                                                                                   | [ 5 ] [ 8 ]        |
| Малиновка      | 1   | Сведений о размерах каек не сохранилось | Сведений о размерах каек не сохранилось | 12   | Сведений о местах постройки каек и построивших их корабельных мастерах не сохранилось  | Сведений о местах постройки каек и построивших их корабельных мастерах не сохранилось  | 1728 | 1740 | Сведений о плаваниях судов не сохранилось. По окончании службы все кайки были разобраны в Галерном порту.                                                                                                   | [ 5 ] [ 8 ]        |
| Чайка          | 1   | Сведений о размерах каек не сохранилось | Сведений о размерах каек не сохранилось | 12   | Сведений о местах постройки каек и построивших их корабельных мастерах не сохранилось  | Сведений о местах постройки каек и построивших их корабельных мастерах не сохранилось  | 1728 | 1740 | Сведений о плаваниях судов не сохранилось. По окончании службы все кайки были разобраны в Галерном порту.                                                                                                   | [ 5 ] [ 8 ]        |
| Черенок        | 1   | Сведений о размерах каек не сохранилось | Сведений о размерах каек не сохранилось | 12   | Сведений о местах постройки каек и построивших их корабельных мастерах не сохранилось  | Сведений о местах постройки каек и построивших их корабельных мастерах не сохранилось  | 1728 | 1740 | Сведений о плаваниях судов не сохранилось. По окончании службы все кайки были разобраны в Галерном порту.                                                                                                   | [ 5 ] [ 8 ]        |
| № 1            | 17  | 20,1 x 3,3                              | 1,3                                     | 11   | Сведений о местах постройки каек и построивших их корабельных мастерах не сохранилось  | Сведений о местах постройки каек и построивших их корабельных мастерах не сохранилось  | 1764 | 1771 | Сведений о плаваниях судна не сохранилось. Сгорело от удара молнии в гребном порту Санкт-Петербурга 11 (22) июля 1771 года.                                                                                 | [ 5 ] [ 6 ] [ 9 ]  |
| Беглая         | 17  | 21,4 x 4,3                              | 1,6                                     | 12   | Галерная верфь                                                                         | Сведений о корабельных мастерах, построивших кайки, не сохранилось                     | 1767 | 1789 | Сведений о плаваниях судна не сохранилось. Затонуло на Неве. | [ 4 ] [ 9 ] [ 10 ] |
| Добрая         | 17  | 21,4 x 4,3                              | 1,6                                     | 12   | Галерная верфь                                                                         | Сведений о корабельных мастерах, построивших кайки, не сохранилось                     | 1767 | 1792 | Принимала участие в Русско-шведской войне 1788—1790 годов, в том числе в перестрелке со шведской флотилией. По окончании службы разобрана в Галерном порту.                                                 | [ 4 ] [ 9 ] [ 10 ] |
| Доезжая        | 17  | 21,4 x 4,3                              | 1,6                                     | 12   | Галерная верфь                                                                         | Сведений о корабельных мастерах, построивших кайки, не сохранилось                     | 1767 | 1792 | Принимали участие в Русско-шведской войне 1788—1790 годов. По окончании службы разобраны в Галерном порту.                                                                                                  | [ 4 ] [ 9 ] [ 10 ] |
| Осмотрительная | 17  | 21,4 x 4,3                              | 1,6                                     | 12   | Галерная верфь                                                                         | Сведений о корабельных мастерах, построивших кайки, не сохранилось                     | 1767 | 1792 | Принимали участие в Русско-шведской войне 1788—1790 годов. По окончании службы разобраны в Галерном порту.                                                                                                  | [ 4 ] [ 9 ] [ 10 ] |
| Скорая         | 17  | 21,4 x 4,3                              | 1,6                                     | 12   | Галерная верфь                                                                         | Сведений о корабельных мастерах, построивших кайки, не сохранилось                     | 1767 | 1791 | Принимала участие в Русско-шведской войне 1788—1790 годов, в том числе в перестрелке со шведской флотилией и первом Роченсальмском сражении. По окончании службы разобрана в Роченсальме.                   | [ 4 ] [ 9 ] [ 10 ] |
| Цапкая         | 17  | 21,4 x 4,3                              | 1,6                                     | 12   | Галерная верфь                                                                         | Сведений о корабельных мастерах, построивших кайки, не сохранилось                     | 1767 | 1801 | Принимала участие в Русско-шведской войне 1788—1790 годов. По окончании службы разобрана в Роченсальме. | [ 4 ] [ 9 ] [ 10 ] |
| № 2            | 17  | 21,4 x 4,3                              | 1,6                                     | 12   | Галерная верфь                                                                         | Сведений о корабельных мастерах, построивших кайки, не сохранилось                     | 1767 | 1771 | Сведений о плаваниях судов не сохранилось. Сгорели от удара молнии в гребном порту Санкт-Петербурга 11 (22) июля 1771 года.                                                                                 | [ 4 ] [ 9 ] [ 10 ] |
| № 3            | 17  | 21,4 x 4,3                              | 1,6                                     | 12   | Галерная верфь                                                                         | Сведений о корабельных мастерах, построивших кайки, не сохранилось                     | 1767 | 1771 | Сведений о плаваниях судов не сохранилось. Сгорели от удара молнии в гребном порту Санкт-Петербурга 11 (22) июля 1771 года.                                                                                 | [ 4 ] [ 9 ] [ 10 ] |
| № 4            | 17  | 21,4 x 4,3                              | 1,6                                     | 12   | Галерная верфь                                                                         | Сведений о корабельных мастерах, построивших кайки, не сохранилось                     | 1767 | 1771 | Сведений о плаваниях судов не сохранилось. Сгорели от удара молнии в гребном порту Санкт-Петербурга 11 (22) июля 1771 года.                                                                                 | [ 4 ] [ 9 ] [ 10 ] |
| № 5            | 17  | 21,4 x 4,3                              | 1,6                                     | 12   | Галерная верфь                                                                         | Сведений о корабельных мастерах, построивших кайки, не сохранилось                     | 1767 | 1789 | Сведений о плаваниях судов не сохранилось. По окончании службы разобраны в Галерном порту. | [ 4 ] [ 9 ] [ 10 ] |
| № 6            | 17  | 21,4 x 4,3                              | 1,6                                     | 12   | Галерная верфь                                                                         | Сведений о корабельных мастерах, построивших кайки, не сохранилось                     | 1767 | 1789 | Сведений о плаваниях судов не сохранилось. По окончании службы разобраны в Галерном порту. | [ 4 ] [ 9 ] [ 10 ] |
| Буйная         | 17  | 21,4 x 4,3                              | 1,6                                     | 12   | Галерная верфь                                                                         | Сведений о корабельных мастерах, построивших кайки, не сохранилось                     | 1773 | 1792 | Принимала участие в Русско-шведской войне 1788—1790 годов. По окончании службы разобрана в Главном галерном порту.                                                                                          | [ 4 ] [ 9 ] [ 10 ] |
| Красная        | 17  | 21,4 x 4,3                              | 1,6                                     | 12   | Галерная верфь                                                                         | Сведений о корабельных мастерах, построивших кайки, не сохранилось                     | 1773 | 1790 | Принимала участие в Русско-шведской войне 1788—1790 годов, в том числе входила в состав эскадры обороны острова Котлин и принимала участие в первом Роченсальмском сражении. В 1790 году пропала без вести. | [ 4 ] [ 9 ] [ 10 ] |
| Нежная         | 17  | 21,4 x 4,3                              | 1,6                                     | 12   | Галерная верфь                                                                         | Сведений о корабельных мастерах, построивших кайки, не сохранилось                     | 1773 | 1801 | Принимала участие в Русско-шведской войне 1788—1790 годов. По окончании службы разобрана в Роченсальме. | [ 4 ] [ 9 ] [ 10 ] |
| Перехват       | 17  | 21,4 x 4,3                              | 1,6                                     | 12   | Галерная верфь                                                                         | Сведений о корабельных мастерах, построивших кайки, не сохранилось                     | 1773 | 1790 | Принимали участие в Русско-шведской войне 1788—1790 годов, в том числе в первом и втором Роченсальмских сражениях. Погибли во втором Роченсальмском сражении.                                               | [ 4 ] [ 9 ] [ 10 ] |
| Пригожая       | 17  | 21,4 x 4,3                              | 1,6                                     | 12   | Галерная верфь                                                                         | Сведений о корабельных мастерах, построивших кайки, не сохранилось                     | 1773 | 1790 | Принимали участие в Русско-шведской войне 1788—1790 годов, в том числе в первом и втором Роченсальмских сражениях. Погибли во втором Роченсальмском сражении.                                               | [ 4 ] [ 9 ] [ 10 ] |
| Светлая        | 17  | 21,4 x 4,3                              | 1,6                                     | 12   | Галерная верфь                                                                         | Сведений о корабельных мастерах, построивших кайки, не сохранилось                     | 1773 | 1790 | Принимали участие в Русско-шведской войне 1788—1790 годов, в том числе в первом и втором Роченсальмских сражениях. Погибли во втором Роченсальмском сражении.                                               | [ 4 ] [ 9 ] [ 10 ] |
| Ясная          | 17  | 21,4 x 4,3                              | 1,6                                     | 12   | Галерная верфь                                                                         | Сведений о корабельных мастерах, построивших кайки, не сохранилось                     | 1773 | 1790 | Принимали участие в Русско-шведской войне 1788—1790 годов, в том числе в первом и втором Роченсальмских сражениях. Погибли во втором Роченсальмском сражении.                                               | [ 4 ] [ 9 ] [ 10 ] |
| Весёлая        | 17  | 21,4 x 4,3                              | 1,6                                     | 12   | Галерная верфь                                                                         | Сведений о корабельных мастерах, построивших кайки, не сохранилось                     | 1776 | 1790 | Принимали участие в Русско-шведской войне 1788—1790 годов, в том числе в первом и втором Роченсальмских сражениях. Погибли во втором Роченсальмском сражении.                                               | [ 4 ] [ 9 ] [ 10 ] |
| Залёт          | 17  | 21,4 x 4,3                              | 1,6                                     | 12   | Галерная верфь                                                                         | Сведений о корабельных мастерах, построивших кайки, не сохранилось                     | 1776 | 1790 | Принимали участие в Русско-шведской войне 1788—1790 годов, в том числе в первом и втором Роченсальмских сражениях. Погибли во втором Роченсальмском сражении.                                               | [ 4 ] [ 9 ] [ 10 ] |
| Непокинь       | 17  | 21,4 x 4,3                              | 1,6                                     | 12   | Галерная верфь                                                                         | Сведений о корабельных мастерах, построивших кайки, не сохранилось                     | 1776 | 1791 | Сведений о плаваниях судна не сохранилось. По окончании службы разобрано в Главном галерном порту. | [ 4 ] [ 9 ] [ 10 ] |
| Прилежная      | 17  | 21,4 x 4,3                              | 1,6                                     | 12   | Галерная верфь                                                                         | Сведений о корабельных мастерах, построивших кайки, не сохранилось                     | 1776 | 1790 | Принимали участие в Русско-шведской войне 1788—1790 годов, в том числе в первом и втором Роченсальмских сражениях. Погибли во втором Роченсальмском сражении.                                               | [ 4 ] [ 9 ] [ 10 ] |
| Пролёт         | 17  | 21,4 x 4,3                              | 1,6                                     | 12   | Галерная верфь                                                                         | Сведений о корабельных мастерах, построивших кайки, не сохранилось                     | 1776 | 1790 | Принимали участие в Русско-шведской войне 1788—1790 годов, в том числе в первом и втором Роченсальмских сражениях. Погибли во втором Роченсальмском сражении.                                               | [ 4 ] [ 9 ] [ 10 ] |
| Злобная        | 12  | 22,9 x 5,9                              | 1,9                                     | 10   | Сведений о местах постройки кайки и построивших её корабельных мастерах не сохранилось | Сведений о местах постройки кайки и построивших её корабельных мастерах не сохранилось | 1789 | 1790 | Принимали участие в Русско-шведской войне 1788—1790 годов, в том числе в первом и втором Роченсальмских сражениях. Погибли во втором Роченсальмском сражении.                                               | [ 11 ] [ 12 ]      |
| Ловкая         | 12  | 23,2 x 6,3                              | 1,9                                     | 10   | Галерная верфь                                                                         | Сведений о корабельных мастерах, построивших кайку, не сохранилось                     | 1789 | 1812 | Принимала участие в Русско-шведской войне 1788—1790 годов, в том числе в первом Роченсальмском сражении. В 1797 году переоборудована в корвет, который закончил службу в составе флота в 1812 году.         | [ 13 ] [ 14 ]      |

## Кайки Азовской флотилии
В разделе приведены кайки, входившие в состав Азовской флотилии России. Наименований азовских каек не сохранилось, в списках числятся по количеству однотипных судов.
| Наименование | Ор.                                                     | Размер                                                  | Ос.                                                     | Бан.                                                    | Верфь            | Мастер                                                            | Вх.  | Вых. | История службы                                                                        | Прим.        |
| ------------ | ------------------------------------------------------- | ------------------------------------------------------- | ------------------------------------------------------- | ------------------------------------------------------- | ---------------- | ----------------------------------------------------------------- | ---- | ---- | ------------------------------------------------------------------------------------- | ------------ |
| 30 каек      | Сведений о вооружении и конструкции каек не сохранилось | Сведений о вооружении и конструкции каек не сохранилось | Сведений о вооружении и конструкции каек не сохранилось | Сведений о вооружении и конструкции каек не сохранилось | Тавровская верфь | Сведений о корабельных мастерах, построивших суда, не сохранилось | 1734 | н/д  | Принимали участие Русско-турецкой войне 1735—1739 годов, в том числе в блокаде Азова. | [ 5 ] [ 15 ] |
| 50 каек      | 1                                                       | 20 x 3,2                                                | 0,9                                                     | 12                                                      | Тавровская верфь | А. И. Алатчанинов                                                 | 1738 | н/д  | Принимали участие Русско-турецкой войне 1735—1739 годов.                              | [ 5 ] [ 15 ] |

## Кайки Каспийской флотилии
В разделе приведены кайки, входившие в состав Каспийской флотилии России. Сведений о корабельных мастерах, строивших эти суда, и наименований самих каек не сохранилось, в списках числятся по количеству однотипных судов.
| Наименование | Ор. | Размер   | Ос. | Бан. | Верфь                    | Вх.  | Вых. | История службы                                                                                               | Прим. |
| ------------ | --- | -------- | --- | ---- | ------------------------ | ---- | ---- | --- | ----- |
| 10 каек      | 1   | 20 x 3,2 | 0,9 | 12   | Казанское адмиралтейство | 1744 | 1751 | Кайки строились по одному проекту. Сведений о плаваниях судов не сохранилось. По окончании службы разобраны. | [ 5 ] |
| 24 кайки     | 1   | 20 x 3,2 | 0,9 | 12   | Казанское адмиралтейство | 1745 | 1751 | Кайки строились по одному проекту. Сведений о плаваниях судов не сохранилось. По окончании службы разобраны. | [ 5 ] |
| 16 каек      | 1   | 20 x 3,2 | 0,9 | 12   | Казанское адмиралтейство | 1748 | 1751 | Кайки строились по одному проекту. Сведений о плаваниях судов не сохранилось. По окончании службы разобраны. | [ 5 ] |

### Комментарии
1. ↑  12- и 18-фунтовых.
2. ↑  Староманерная.
3. 1 2  Трёхфунтовая пушка.
4. ↑  Одно 18-фунтовое, одно 12-фунтовое, одно 3-фунтовое орудие и 6 фальконетов
5. ↑  Кайки строились по одному проеуту, тип «Беглая».
6. ↑  Эти суда были заложены в соответствии с указом Петра I от 8 (19) апреля 1723, однако их строительство было прекращено в конце 1724 года. Достройка и спуск на воду этих каек продолжились в 1734 году перед подготовкой к Русско-турецкой войне 1735—1739 годов.